# Choros nr. 1
Choros nr. 1 is een compositie van de Braziliaanse componist Heitor Villa-Lobos. Het werk markeert het begin van een serie van 15 à 16 werken met dezelfde naam, afhankelijk van de geraadpleegde bron. Het werk is dan wel voor gitaar gecomponeerd; het is opgedragen aan salonpianist Ernesto Nazareth.
Villa-Lobos was erachter gekomen, dat er in Europa en dan voornamelijk in Frankrijk een hang was naar exotische muziek, maar dan wel gebaseerd op klassieke muziek. Villa-Lobos wilde die belangstelling voor in zijn geval Braziliaanse muziek aanwakkeren en kwam uiteindelijk met een serie Choros. Pas in 1958 legde de componist uit wat Choros in wezen zijn: Het is Braziliaanse muziek, gespeeld door goede en/of slechte musici, voor hun plezier, meestal tot in de nacht. In de muziek etaleren de musici al improviserend hun vaardigheden en techniek, maar wel voorzien van een droeve ondertoon.
Deze eerste Choros, die geschreven is voor sologitaar, is relatief eenvoudig; sommige latere Choros zijn complex. Met deze compositie gaf Villa-Lobos zichzelf niet alleen bloot, maar bracht ook een hommage aan andere Zuid-Amerikaanse componisten. Het begin van toenmalige composities bestond vaak uit een begin van drie noten, alle drie voorzien van een fermate en een inleiding in een vierkwartsmaat. Dat geldt hier dan ook. Het stuk bestaat uit 136 maten in de vorm A (maten 1-32), B (33-56), A (56-88), C (89-104) en wederom A (105-136) vermomd als coda. Het is een klassiek rondo. Villa-Lobos vertelde al vrij snel na de voltooiing dat dit werk geschreven is in de vorm die de toenmalige (straat-)gitaristen speelden.
De datum van eerste uitvoering is onbekend, zelfs over het jaar waarin het werk voltooid is bestonden verschillende meningen. Soms aangeduid als geschreven in 1920 en dan weer 1921, is men er later achter gekomen dat dit werk uit 1920 stamt. Het wordt ook tegenwoordig nog bewerkt en/of gespeeld door gitaristen, met name in Brazilië.
Het werk kan niet alleen gezien worden als startpunt voor de Choros-serie, maar ook als opstap naar zijn magnum opus voor gitaar: Vijf preludes voor gitaar uit 1940.

## Discografie
Het werk is vaak opgenomen, ook in een versie voor piano. Opnames zijn er onder meer van:
- ASV Records: Carlos Oramas
- BIS Records: Fabio Zanon (2008), Anders Miolin, Diego Blanco
- Naxos: Norbert Kraft (gitaarversie); Sonja Rubinsky (pianoversie)
- EMI: Julian Byzantine
- Alto: Marcello Kayath
- BGS: Tom Kerstens
- Philips Records: Pepe Romero
- Chandos: Graig Ogden
- Et'cetera: Benjamin Bunch

Daarnaast zijn er op YouTube meer dan 500 uitvoeringen te vinden van zowel amateurs als beroepsmusici.